# 3637 O'Meara
3637 O'Meara este un asteroid din centura principală, descoperit pe 23 octombrie 1984 de Brian Skiff.